# 2024年夏季奥林匹克运动会多米尼克代表团
2024年夏季奥林匹克运动会多米尼克代表团是多米尼克所派出的第33届夏季奥林匹克运动会代表团。这是该国第八次参加夏季奥运。
多米尼克代表团共有4名运动员获得参赛资格，参加该届奥运2个大项的比赛，这是该国24年来首次有非田径运动员进入奥运名单。4名运动员当中，除了田径运动员西娅·拉丰是凭借自身实力获得资格外，其余3人均是因获外卡邀请而得以参赛。参赛经历方面，2名田径选手都参加过往届奥运，2名游泳选手则都是首次参加奥运。该国在开幕式期间被排在第56位，与埃及和萨尔瓦多共乘同一艘游船进场，两名田径运动员丹尼克·盧克和西娅·拉丰共同担任开幕式旗手。
拉丰在田径女子三级跳远比赛中获得了金牌，这是该国历史上首枚奥运奖牌。拉丰后来也担任了闭幕式旗手。多米尼克文化、青年、体育和社区发展部长奥斯卡·乔治（Oscar George）称，该国会在2024年8月24日至9月4日间举办一系列庆祝活动，以表彰拉丰，乔治同时也表示，该国也对代表国家参加国际大赛的另外3人表示认可。

## 奖牌获得者
| 奖牌 | 运动员    | 项目 | 赛事         | 日期   |
| ---- | --------- | ---- | ------------ | ------ |
| 金牌 | 西娅·拉丰 | 田径 | 女子三級跳遠 | 8月3日 |

## 田径
多米尼克在田径项目上获得以下资格（每个个人小项最多3名来自同一代表团的运动员参赛）：
注
- 径赛运动员的预赛、第一轮、复活赛和半决赛排名是该运动员所在小组的排名，而非总排名
- 田赛以及全能项目田赛部分的所有成绩均以（m）为单位
- Q = 直接晋级至下一轮
- q = 径赛：因在所有未直接晋级选手中成绩靠前而获得剩下的晋级名额；田赛：未达到晋级标准成绩但总排名靠前
- R = 进入复活赛

径赛和公路赛
| 运动员      | 项目        | 第一轮  | 第一轮 | 复活赛     | 复活赛 | 半决赛 | 半决赛 | 决赛   | 决赛   |
| 运动员      | 项目        | 成绩    | 排名   | 成绩       | 排名   | 成绩   | 排名   | 成绩   | 排名   |
| ----------- | ----------- | ------- | ------ | ---------- | ------ | ------ | ------ | ------ | ------ |
| 丹尼克·盧克 | 男子800公尺 | 1:47.54 | 8 R    | 1:46.81 NR | 6      | 未晋级 | 未晋级 | 未晋级 | 未晋级 |

田赛
| 运动员    | 项目         | 预赛  | 预赛 | 决赛     | 决赛 |
| 运动员    | 项目         | 成绩  | 排名 | 成绩     | 排名 |
| --------- | ------------ | ----- | ---- | -------- | ---- |
| 西娅·拉丰 | 女子三級跳遠 | 14.35 | 7 Q  | 15.02 NR | 金牌 |

## 游泳
多米尼克有两名游泳运动员获外卡邀请，取得奥运参赛资格，这是该国24年来首次参加奥运游泳项目。
注
- Q = 晋级至下一轮

| 运动员            | 项目             | 预赛  | 预赛 | 半决赛 | 半决赛 | 决赛   | 决赛   |
| 运动员            | 项目             | 时间  | 排名 | 时间   | 排名   | 时间   | 排名   |
| ----------------- | ---------------- | ----- | ---- | ------ | ------ | ------ | ------ |
| Warren Lawrence   | 男子50公尺自由泳 | 24.67 | 52   | 未晋级 | 未晋级 | 未晋级 | 未晋级 |
| Jasmine Schofield | 女子50公尺自由泳 | 29.91 | 60   | 未晋级 | 未晋级 | 未晋级 | 未晋级 |